# Bactrocera flavipennis
Bactrocera flavipennis är en tvåvingeart som först beskrevs av Hardy 1982.  Bactrocera flavipennis ingår i släktet Bactrocera och familjen borrflugor. Inga underarter finns listade.